# آنایورت، شهود
انایورت، سوهات (به لاتین: Anayurt, Şuhut) یک منطقهٔ مسکونی در ترکیه است که در استان افیون قره‌حصار واقع شده‌است.